# Мюрен, Зеки
Зеки Мюрен (тур. Zeki Müren, 6 декабря 1931 — 24 сентября 1996) — турецкий певец, композитор, актёр и поэт. Был известен как «Солнце от мира искусства» и «Паша». В 1991 году в знак признания заслуг Мюрена ему было присвоено звание Государственного артиста. Он стал одним из первых турецких певцов, получивших золотой диск. За время музыкальной карьеры Зеки Мюрена на кассетах и пластинках вышли сотни его песен.  Государственный артист Турции (1991).

## Биография

### Детство и образование
Родился в деревянном доме номер 30 по улице Ортапазар, находящейся в районе Бурсы под названием Хисар. Был единственным ребёнком Кайи и Хайрие Мюренов. Родители Зеки Мюрена были выходцами из Скопье, отец торговал древесиной. В детстве Зеки был маленьким и нетерпеливым, в 11 лет ему было сделано обрезание.
Учился в школе Османгази. Во время учёбы в ней привлёк внимание учителей своими способностями к музыке, после этого принимал участие в школьных музыкальных постановках. В первой из них он исполнил роль пастуха.
После окончания школы в Бурсе продолжил учёбу в Стамбуле. Там поступил в лицей Богазичи, который окончил с отличием. После сдачи экзаменов был принят в Стамбульскую академию изящных искусств (позднее была переименована в университет имени Мимара Синана).

### Музыкальная карьера
В 1950 году, ещё будучи студентом, принял участие в музыкальном конкурсе, проводившемся «TRT Istanbul Radio», и стал первым из 186 участников. 1 января 1951 года состоялось первое выступление Зеки Мюрена на «TRT Istanbul Radio», оно было тепло принято критиками. Совместно с Мюреном в номере приняли участие Хаккы Дерман, Шериф Ичли, Шюкрю Тунар, Рефик Ферсан и Недждет Гезен. Знаменитая певица того времени Хамиет Юджесес лично поздравила Зеки Мюрена с успешным выступлением. В те годы трансляции «Istanbul Radio» не охватывали всю территорию Анатолии, поэтому кларнетист Шюкрю Тунар привёл Мюрена на свою собственную студию звукозаписи, там они записали песню Мюрена «Muhabbet Kuşu» на пластинку. Благодаря этому Зеки Мюрен вскоре стал известен по всей Анатолии.
На волне успеха своего первого выступления на радио и своей первой пластинки Мюрен ещё множество раз выступал на радио со своими песнями. 26 мая 1955 года состоялся первый «живой» концерт Зеки Мюрена.
Совместно с Бехрие Аксой Мюрен в течение 11 лет выступал в казино «Maksim». В 1976 году он стал первым турецким исполнителем, выступившем в лондонском концертном зале «Альберт-холл».
Как правило, во время выступлений Мюрен носил одежду, разработанную им самим. В зрелые годы его карьеры наряды Мюрена становились всё более эксцентричными и женственными. Турецкий актёр Халук Бильгинер заметил по этому поводу спустя много лет после смерти певца:
Я часто сравниваю Турцию с Зеки Мюреном. Всё построено на лжи, всё лицемерно. По сей день никто не сказал, что Зеки Мюрен гомосексуал, как и сам Зеки Мюрен не признался в этом. Зеки Мюрен говорил в своих интервью: «Я был с тысячами женщин», и все так пишут. Потому что Турция — это Зеки Мюрен.